# Nikola Zečević
Nikola Zečević (en serbe : Никола Зечевић), né le 16 juin 2004 à Kraljevo en Serbie, est un footballeur serbe qui évolue au poste de défenseur central au BK Häcken.

## Biographie

### FK Voždovac
Né à Kraljevo en Serbie, Nikola Zečević est formé au FK Kiker avant de rejoindre en 2021 le FK Voždovac, où il poursuit sa formation. C'est avec ce club qu'il fait ses débuts en professionnel, jouant son premier match le 11 février 2023, lors d'une rencontre de première division serbe face à l'Étoile rouge de Belgrade. Il entre en jeu et son équipe est battue par six buts à zéro.

### BK Häcken
Le 6 février 2024, Nikola Zečević rejoint la Suède en signant en faveur du BK Häcken pour un contrat de quatre ans, soit jusqu'en décembre 2027. Ce transfert, estimé à un million d'euro, est alors la deuxième plus importante vente de l'histoire du FK Voždovac,.
Il joue son premier match dans l'Allsvenskan, l'élite du football suédois le 31 mars 2024, lors de la première journée de la saison 2024 contre le Mjällby AIF. Il entre en jeu à la place de Jacob Barrett Laursen et son équipe est battue par un but à zéro.